# لوسي خاراميو
لوسي خاراميو هي منافسة ألعاب القوى إكوادورية، ولدت في 23 فبراير 1983 في كانتون بوليفار في الإكوادور.

## وصلات خارجية
- لوسي خاراميو على موقع الاتحاد الدولي لألعاب القوى (الإنجليزية)
- لوسي خاراميو على موقع أوليمبيديا (الإنجليزية)